# Ciales
Ciales est une municipalité de Porto Rico (code international : PR.CL) située au centre de l'île dans la cordillère Centrla. Elle s'étend sur 172 km2 et compte 16 984 habitants en 2020.

## Géographie
Le territoire de la commune accueille le troisième plus haut sommet de l'île, le cerro Rosa (1 263 mètres), ainsi que les Tres Picachos (1 187 mètres).